# Jean-Claude Pecker
Pour le film, voir Pecker.
Jean-Claude Pecker, né le 10 mai 1923 à Reims (Marne) et mort le 20 février 2020 à Port-Joinville (Vendée), est un astrophysicien français.
Il a été professeur au Collège de France (chaire d'astrophysique théorique) et membre de l’Académie des sciences.

## Biographie

### Famille et formation
Jean-Claude Pecker est le petit-fils du rabbin de Reims Joseph Hermann. Il naît chez ses grands-parents.
Fils d'un père scientifique, Victor Pecker, et d'une mère littéraire, Catherine Nelly Hermann, Jean-Claude Pecker s'intéresse très tôt à l'astronomie puis à l'astrophysique. Élève studieux, il poursuit des études sans encombre au lycée Michel-Montaigne de Bordeaux jusqu'à la Seconde Guerre mondiale qu'il traverse dans la clandestinité. Il est lauréat du concours général en dessin en 1939.
Son père, Victor Pecker, est né le 26 novembre 1894 à Maule (Yvelines). Catherine Nelly Pecker (née Hermann) est née le 11 mars 1892 à Reims. Ils sont déportés par le convoi no 75, du 30 mai 1944, de Drancy vers Auschwitz, où ils sont assassinés.

### Parcours scientifique
À la libération, Jean-Claude Pecker intègre l'École normale supérieure où il suit en 1945 les cours d'Alfred Kastler. Il se présente à l'agrégation de sciences physiques en 1946 et obtient brillamment son doctorat (« Contribution à la théorie du type spectral 2 – les moments nucléaires ») en 1950.
Maître de conférences en poste à Clermont-Ferrand de 1952 à 1955, il devient astronome à l'observatoire de Paris avant d'être nommé directeur de l'observatoire de Nice en 1962. En 1963, il est élu professeur au Collège de France où il enseigne jusqu'en 1988. Il est également directeur de l'Institut d'astrophysique de Paris de 1972 à 1978. Il occupe à partir de 1990 un poste de vice-président de la Commission nationale pour l'UNESCO jusqu'en 1996 ainsi que de nombreuses autres fonctions officielles et non officielles, en particulier celle de président de la Société astronomique de France de 1973 à 1976.
En plus d'ouvrages scientifiques et de vulgarisation, Jean-Claude Pecker est l'auteur de plus de 700 articles sur l'astrophysique, que ce soit à vocation de synthèse, de vulgarisation ou de recherche, mais aussi sur les droits de l'homme, l'art, les relations entre science et société ainsi que sur le thème de pratiques qu'il considère comme des fausses sciences, comme l'astrologie. Il est ainsi président d'honneur de l'Association française pour l'information scientifique (AFIS).
Ses principaux travaux en astronomie et en astrophysique sont consacrés aux atmosphères solaire et stellaires (théorie exacte de la saturation des raies, étoiles chaudes, première résolution effective du problème « non-gris » de l'équilibre radiatif) et aux relations Soleil-Terre (introduction du cône d'évitement confirmée par les observations des trous coronaux du Soleil).
Dès les années 1950, il s'intéresse au débat cosmologique auquel il consacre des publications. Jean-Claude Pecker conteste le modèle standard du Big Bang et suggère des « solutions alternatives, mais partielles » selon ses propres termes (discussion des arguments favorables à un modèle d'univers quasi statique, rôle de la constante cosmologique, origine du fond diffus cosmologique).
Il est signataire, avec 33 autres scientifiques, d'une lettre ouverte à la communauté scientifique, où les auteurs dénoncent ce qu'ils qualifient de dominance d'un modèle standard du Big Bang et de l'expansion de l'Univers. Les hypothèses émises, comme celle de la lumière fatiguée sont en effet critiquées – sinon totalement ignorées – par les cosmologistes actuels.
Jean-Claude Pecker a contribué à la vulgarisation de l'astronomie par ses ouvrages destinés au grand public, et traduits en anglais comme en chinois.
En 2003, il est candidat à l'Académie française.

### Engagements
Trotskiste dès sa jeunesse, Jean-Claude Pecker était membre de la IVe Internationale. Trop jeune pour combattre dans les Brigades internationales, il fut brancardier sur le front avec les anti-franquistes.
En 1963, il fait partie des soixante personnalités qui appellent  à la création de la Ligue nationale contre la force de frappe.
Il fut sa vie durant proche du Centre de liaison et d’initiative laïque — il participa à l'organisation de la manifestation de décembre 1995 pour le 90e anniversaire de la loi de 1905 — et de la Fédération nationale de la libre pensée.

## Prix et distinctions

### Académie
Jean-Claude Pecker est membre de :
- l’Académie des sciences
- l'Académie royale de Belgique
- la Société royale des sciences de Liège
- l'Académie européenne des sciences et des arts
- l'Academia Europaea (dont il a été vice-président de 1989 à 1992)
- la Société philomathique de Paris
- l’Académie nationale des sciences, belles-lettres et arts de Bordeaux
- l'International Academy of Humanism
- correspondant honoraire du Bureau des Longitudes

### Prix
- Médaille d'argent du CNRS (1956)
- Prix Forthuny de l'Académie des sciences (1958)
- Prix Stroobant de l'Académie royale des sciences, des lettres et des beaux-arts de Belgique (1965)
- Prix Manley-Bendall de l'Académie nationale des sciences, belles-lettres et arts de Bordeaux (1966)
- Prix Jules-Janssen et médaille du centenaire de la Société astronomique de France (1967)
- Prix des trois physiciens (1969)
- Médaille de l'université de Nice (1971)
- Médaille de l'ADION (1972)
- Prix Jean-Perrin de la Société française de physique (1974)
- Prix de l'Union rationaliste (1983)
- International Humanist Award de l'Union internationale humaniste et éthique (2005)

### Hommages
Son nom a été attribué à un astéroïde (1629) Pecker

### Décorations
- Commandeur de la Légion d'honneur
- Grand-croix de l'ordre national du Mérite
- Commandeur de l'ordre des Palmes académiques

## Œuvres

### Ouvrages
- Le Ciel : et deux études, Paris, Hennann, coll. « Savoir », 1972, 2e éd. (1re éd. 1960), 157 p. (ISBN 2-7056-5734-7 et 978-2-7056-5734-5, OCLC 802481814, BNF 33131033)
- Paul Couderc, Evry Schatzman et Jean-Claude Pecker, L'Astronomie au jour le jour : trente sept causeries radiophoniques faites au poste national, Paris, Gauthier-Villars, 1954, vi-152 (OCLC 490032348, BNF 32609088)
- Avec Evry Schatzman, Astrophysique générale, Paris, Masson, 1959 (OCLC 878853353)
- L'Astronomie expérimentale, Paris, Presses universitaires de France, 1969, 156 p. (BNF 33131032)
- Laboratoires spatiaux, Paris, Presses universitaires de France, 1969
- Papa, dis-moi, l'astronomie qu'est-ce que c'est ?, Gap, Ophrys, coll. « Papa, dis-moi », 1971, 78 p. (OCLC 893747181, BNF 43420282) Ouvrage réédité en janvier 2022 par Z4 Éditions[15].
- Clefs pour l'astronomie, Paris, Seghers, coll. « Clefs », 1981, 318 p. (ISBN 2-221-00655-0 et 978-2-221-00655-9, OCLC 405623750, BNF 36600644)
- Sous l'étoile soleil, Paris, Fayard, coll. « Temps des sciences », 1984, 412 p. (ISBN 2-213-01421-3 et 978-2-213-01421-0, OCLC 12751228, BNF 34765946)
- Armand Delsemme, Hubert Reeves et Jean-Claude Pecker, Pour comprendre l'univers, Flammarion, 1990
- L'avenir du soleil, Hachette, 1990
- Le Promeneur du ciel, Paris, Stock, coll. « Une passion, un métier », 1992, 313 p. (ISBN 2-234-02384-X et 978-2-234-02384-0, OCLC 406758993, BNF 36661438)
- Le Soleil est une étoile, Paris, La Cité, coll. « Presses Pocket/Explora » (no 3617), 1992, 127 p. (ISBN 2-266-05069-9 et 978- 2-266-05069-2, OCLC 861062114, BNF 35522944)

### Direction d'ouvrages
- L'Astronomie nouvelle, Paris, Hachette, 1971
- Astronomie  (préf. Marcel Golay), Paris, Flammarion, 1985, 1071 p., 2 volumes (ISBN 2-08-012048-4 et 978-2-08-012048-9, OCLC 14100288, BNF 36631005)
- (en) Understanding the Heavens : thirty centuries of astronomical ideas from ancient thinking to modern cosmology, New York, Springer, coll. « Physics and astronomy online library », 2001, xii-597 (ISBN 3-540-63198-4 et 978-3-540-63198-9, OCLC 43552493, BNF 38818786, lire en ligne)
- L'univers exploré, peu à peu expliqué, Paris, O. Jacob, coll. « Sciences », 2003, 335 p. (ISBN 2-7381-1188-2, OCLC 402244445, lire en ligne)
- La photographie astronomique, Paris, Nathan, coll. « Photo-poche » (no 97), 2003, 140 p. (ISBN 2-09-754182-8 et 978-2-09-754182-6, OCLC 57036377)
- (en) Jayant Narlikar et Jean-Claude Pecker, Current Issues in Cosmology, Cambridge, Cambridge University Press, 2006, x-267 (ISBN 0-521-85898-4 et 978-0-521-85898-4, OCLC 470608236, BNF 40199856)
- Jérôme Lalande : Lettres à Madame du Pierry et au juge Honoré Flaugergues, édition de Simone Dumont et Jean-Claude Pecker, Librairie philosophique J. Vrin, 2007

### Préfaces d'ouvrages scientifiques
- Pierre Bayart, La méridienne de France : et l'aventure de sa prolongation jusqu'aux Baléares, Paris, L'Harmattan, coll. « Acteurs de la science », 2007, 250 p. (ISBN 978-2-296-03874-5 et 2-296-03874-3, OCLC 470705111, BNF 41102575, lire en ligne)
- Serge Rochain, Histoire de la mesure des distances cosmiques : de Hipparque à Hubble, Londres, ISTE éditions, coll. « Histoire des sciences et des techniques », 2016, 222 p. (ISBN 978-1-78405-201-0 et 1-78405-201-9, OCLC 962405913, BNF 45222779, lire en ligne)
- Arkan Simaan, La science au péril de sa vie : Les aventuriers de la mesure du monde, Paris, Adapt/Vuibert, coll. « Histoire des sciences », 2001, 206 p. (ISBN 2-909680-41-X)
- Arkan Simaan, L’Image du monde de Newton à Einstein, Paris, Adapt/Vuibert, coll. « Histoire des sciences », 2005, 152 p. (ISBN 2-909680-67-3)

### Poésie
- Galets, Les Nans, Z4 Éditions, 2015, 55 p. (ISBN 978-1-326-39574-2, lire en ligne)
- Galets poétiques (photographies de Jean-Paul Fouques), Les Nans, Z4 Éditions, 2016, 71 p. (ISBN 978-1-326-47813-1, lire en ligne)
- Lamento, 1944-1994, Les Nans, Z4 Éditions, 2017, 48 p. (ISBN 978-0-244-62145-2)[16],[17],[18]

### Préface d'ouvrage poétique
- Daniel Ziv, Poèmes du vide, Les Nans, Z4 Éditions, 2015, 94 p. (ISBN 978-1-326-41987-5)

### Peinture
- En voyage de quelque part à ailleurs – 1001 aquarelles, Z4 Éditions, 2014 (ISBN 978-1-291-79683-4)